# Criocoris crassicornis
Criocoris crassicornis is een wants uit de familie van de blindwantsen (Miridae). De soort werd het eerst wetenschappelijk beschreven door Carl Wilhelm Hahn in 1834.

## Uiterlijk
De zwarte of donkerbruine wants is macropteer en kan 3 tot 3,5 mm lang worden. Van de pootjes zijn de dijen zwart van kleur met een klein geelbruin gedeelte. De schenen zijn geel met zwarte stekeltjes en een zwart uiteinde. Bij de mannetjes zijn de antennes zwart en bij de vrouwtjes zijn ze bruingeel gekleurd. Het lichaam bij de vrouwtjes ovaal en bij de mannetjes lanwerpiger gevormd en is bedekt met gele glanzende haartjes. Voor het uiteinde van het verharde deel van de voorvleugels (cuneus) loopt een witte dwarsstreep; de cuneus zelf is donker met een witte punt.

## Leefwijze
De soort kent één enkele generatie per jaar en de dieren zijn in juni volwassen. Ze kunnen tot in augustus worden waargenomen. Dan zijn de eitjes gelegd die pas na de winter uitkomen. De wantsen leven in bossen op walstrosoorten zoals glad walstro (Galium mollugo).

## Leefgebied
In Nederland is de wants zeer zeldzaam er zijn slechts enkele waarnemingen gedaan in Zuid-Limburg en Gelderland. De soort komt voor in het Palearctisch gebied, van Europa tot het Verre Oosten in Azië